# Goethea
Goethea é um género botânico pertencente à família Malvaceae.

## Links

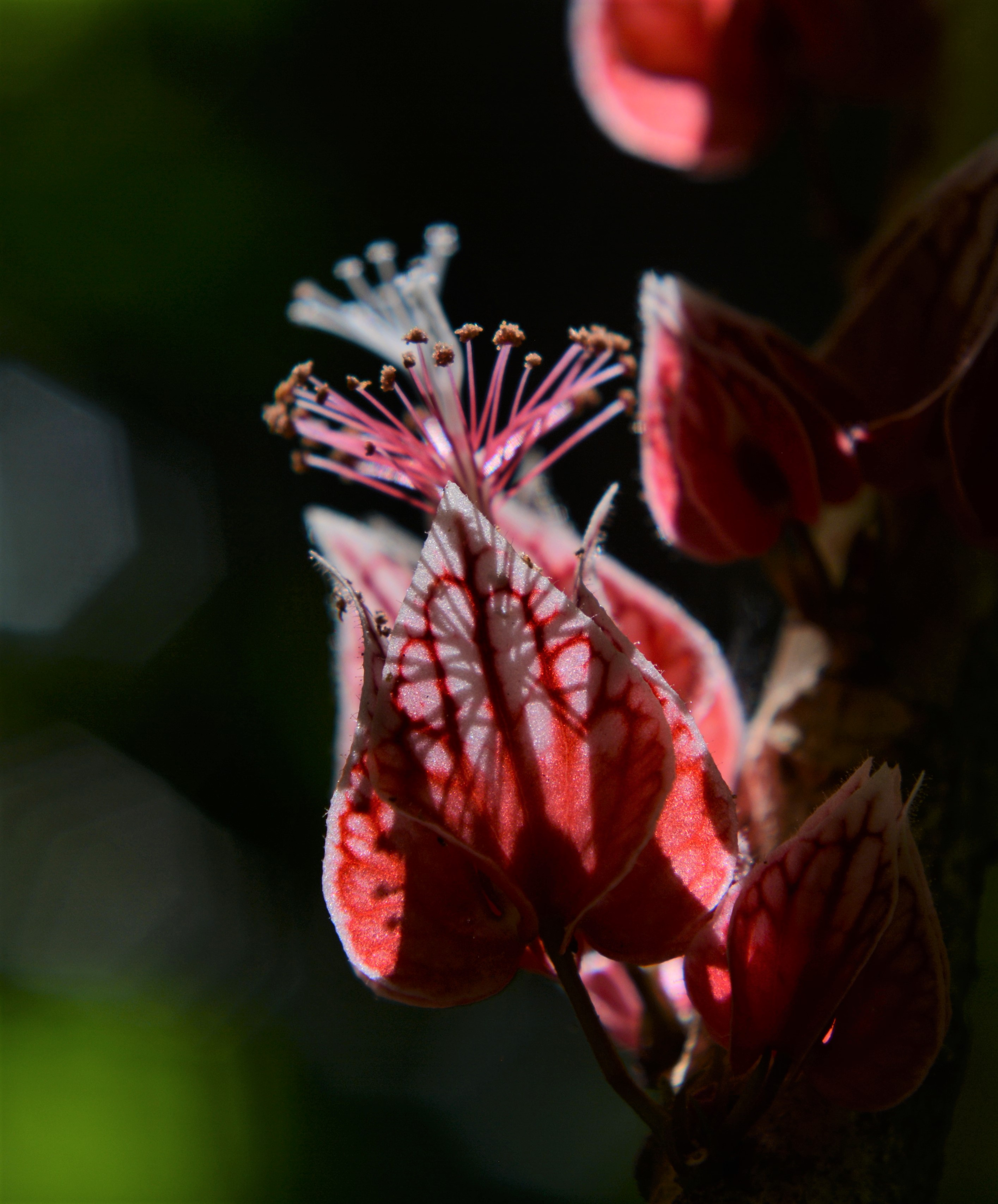
GOETHEA 200 ANOS – O ELO PERDIDO AMBIENTAL

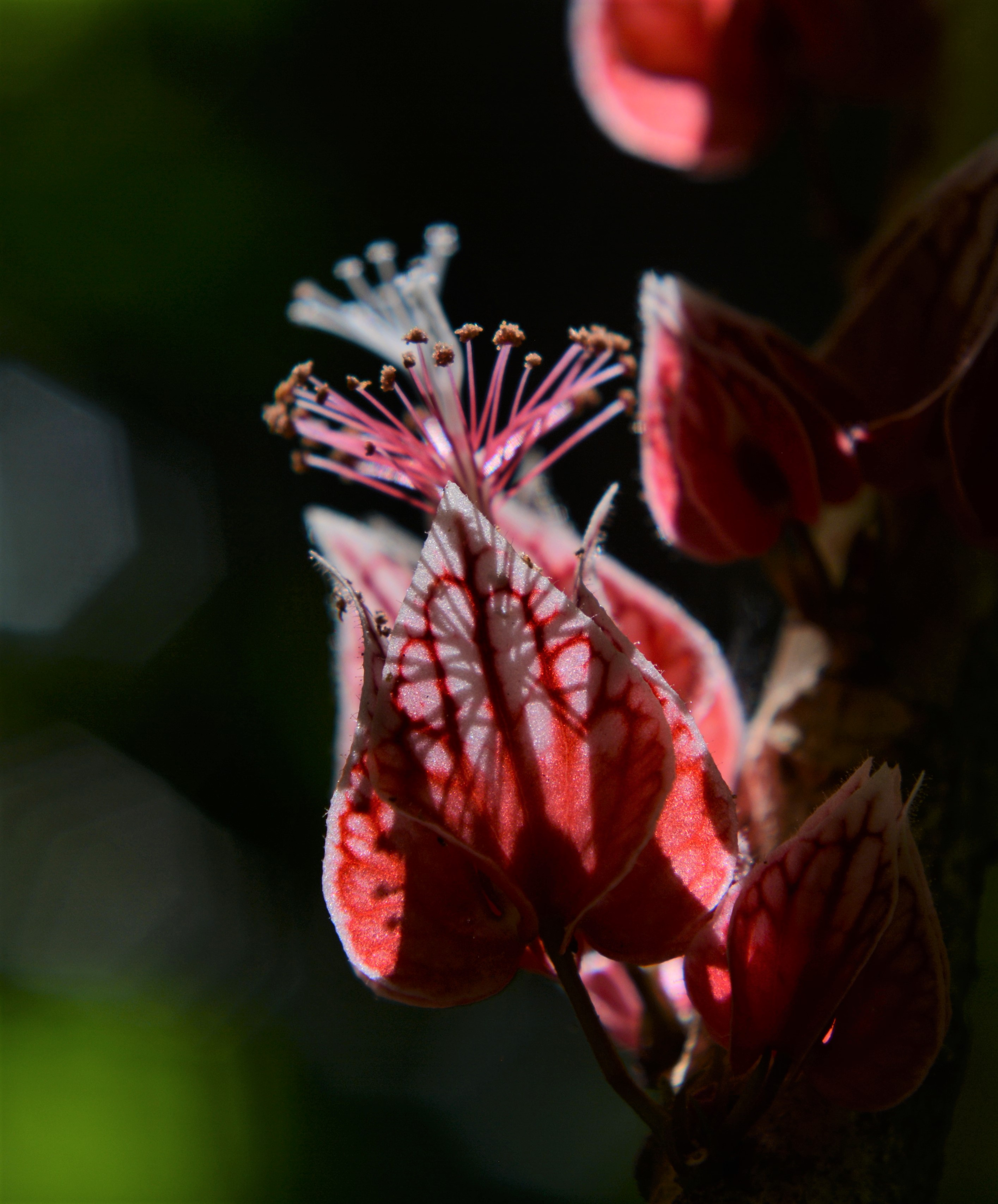
Goethea cauliflora (Nees) x Goethea strictiflora (Hook.)

- imagens da Goethea e informacoes sobre a Reserva biológica de Goethea
- GOETHEA 200 ANOS – O ELO PERDIDO AMBIENTALGOETHEA 200 ANOS – O ELO PERDIDO AMBIENTALGoethea cauliflora[3] (Nees) x Goethea strictiflora (Hook.)

1. ↑  «Goethea — World Flora Online». www.worldfloraonline.org. Consultado em 19 de agosto de 2020
2. ↑  Paiva, PSP. Goethea: O Elo Ambiental Perdido, IPÊ-ESCAS, SP, 2015.